# Charlotte Cardin
Charlotte Cardin, nata Charlotte Cardin-Goyer (Montréal, 9 novembre 1994), è una cantautrice ed ex modella canadese.
Terza classificata a La Voix, ha successivamente ottenuto candidature ai principali riconoscimenti musicali nazionali, tra cui i Juno Award e il SOCAN Songwriting Prize: in quest'ultima premiazione è diventata la prima artista in assoluto ad essere nominata nello stesso anno sia nella categoria relativa a canzoni in francese che a quella relativa a canzoni in inglese. Nella sua carriera ha pubblicato 2 EP, mentre il suo album di debutto Phoenix è stato pubblicato nell'aprile 2021.

## Carriera
Durante l'adolescenza ha iniziato a lavorare come modella, apparendo in vari spot pubblicitari di cui cura, talvolta, anche le musiche. Nel 2013 viene selezionata come concorrente della versione canadese del noto format The Voice: durante la trasmissione riesce ad essere apprezzata da pubblico e giudici, accedendo così alla finale e qualificandosi terza. Subito dopo la fine della trasmissione duetta con Garou nel brano Du vent, des mots, con il quale la coppia si esibisce durante la successiva edizione francese di The Voice.
Nel 2015 pubblica il suo singolo di debutto Big Boy, a cui fa seguito un EP omonimo pubblicato l'anno successivo via Cult Nation Records. Il disco raggiunge la dodicesima posizione nella classifica degli album canadese. Il progetto, contenente sia canzoni in inglese che in francese, le permette di ottenere ben due nomination per i SOCAN Songwriting Prize, in entrambe le categorie previste dalla kermesse: miglior canzone in inglese e miglior canzone in francese. Questo la rende la prima artista a ottenere nomination in entrambe le categorie nella storia della premiazione.
Nel 2017 pubblica il suo secondo EP Main Girl, che raggiunge di nuovo la dodicesima posizione nella classifica canadese.  A differenza di quanto accaduto con l'EP precedente, i singoli estratti dall'EP riescono a entrare nella Billboard Canadian Hot 100.  Nel 2018 riceve la sua terza nomination ai SOCAN Songwrint Prize e due nomination ai JUNO Awards, queste ultime nelle categorie "Best Breakout Artist" e "Songwriter of the Year". Nel 2019 viene scelta come artista d'apertura presso il Festival de Jazz de Montreal e collabora con gli artisti Daniel Bélanger e Loud, rispettivamente nei brani Fous n'importe où.e Sometimes, All the Time.
Fra il 2019 e il 2020 pubblica vari altri singoli, tra cui il brano Passive Aggressive che raggiunge la top 10 della classifica di sole vendite canadese; nel febbraio 2021 pubblica il singolo Meaningless. Tali singoli sono inclusi nel suo album di debutto Phoenix, reso disponibile nell'aprile 2021. Il disco trascorre due settimane consecutive in vetta alla classifica canadese, permettendole di divenire l'artista con più nomination ricavate (6) nell'ambito dei Juno Award 2022.
Nel 2023 pubblica il singolo Confetti dopo due anni di assenza dalle scene.  Il 25 agosto dello stesso anno pubblica l'album 99 Nights.

## Vita privata
Ha attualmente una relazione con l'attore Aliocha Schneider.

## Discografia

### Album in studio
- 2021 – Phoenix
- 2023 – 99 Nights

### EP
- 2016 – Big Boy
- 2017 – Main Girl
- 2023 – Une semaine à Paris
- 2024 – A Week in Nashville

### Singoli
- 2015 – Big Boy
- 2015 – Les Échardes
- 2016 – Like It Doesn't Hurt (feat. Nate Husser)
- 2016 – Dirty Dirty
- 2017 – Just like That
- 2017 – Main Girl (Stripped)
- 2018 – Go Flex
- 2018 – California
- 2018 – Double Shifts
- 2018 – Les jupes
- 2019 – Drive
- 2019 – Fous n'importe où (feat. CRi)
- 2020 – Passive Aggressive
- 2021 – Daddy
- 2021 – Meaningiless
- 2021 – Sad Girl
- 2021 – Anyone Who Loves Me
- 2023 – Confetti
- 2023 – Next to You
- 2023 – Feel Good